# Jan Gulbransson
Jan Gulbransson (* 4. Juni 1949 in München) ist ein deutscher Künstler, der vor allem durch Comics bekannt wurde. Er ist ein Enkel Olaf Gulbranssons und lebt im Münchner Stadtteil Haidhausen.

## Künstlerischer Werdegang
In den 1970er-Jahren entwarf er Puppenfiguren für die Kindersendungen Kunterbunt, Das feuerrote Spielmobil (die Hunde Biff und Wuff) und Rappelkiste. Außerdem illustrierte er die Berti-Hefte (Texte: Thomas Fröhling), die in der Reihe Ein Kinderbuch von Pelikan erschienen.
Von 1981 bis 2001 schrieb und zeichnete Gulbransson für den niederländischen Sanoma-Verlag Donald-Duck-Geschichten, von denen die meisten mittlerweile auch in Deutschland veröffentlicht wurden, wie Der Tiger von Bengalen, Gonzo, der Riesen-Ziesel oder Die Freiheit der Meere.
Seit 2012 produziert er Disney-Comics für Egmont.
1990 entwarf Gulbransson im Auftrag des Deutschen Fernsehens Animationsfilme und Werbung für die Olympischen Winterspiele. 1999 erschien Globi bei der Patrouille Suisse mit Text und Zeichnungen von Jan Gulbransson und Gabriel Nemeth sowie Computergraphik von Dieter Steyer (Zürich: Globi Verlag). Für die kostenlose Apothekenzeitung Medizini zeichnete er die Comicserie Willi Wurm und seine Freunde, später ersetzt durch die Serie Willi & Rudi die von ihm und Gabriel Nemeth bis Februar 2018 produziert wurde.
1991 zeichnete er nach den Texten von Hanns Christian Müller den Cartoon-Band Die letzte Orgie – Säuisch geht die Welt zugrunde für den Eichborn Verlag.
2012 zeichnete Gulbransson nach einer Idee von Ehapa-Chefredakteur Peter Höpfner den achtteiligen Zyklus Die Ducks in Deutschland, der zunächst in der wöchentlichen Micky Maus abgedruckt wurde (dort in den Heften 35–42/2012). Parallel dazu wurde jeweils in der Bild-Zeitung eine Comicseite abgedruckt. In dem Zyklus reisen die Ducks auf der Suche nach einem Schatz von Berlin über Hamburg, das Ruhrgebiet, München, Frankfurt am Main, Köln, Stuttgart und Dresden wieder nach Berlin. Der Zyklus wurde 2013 auch in einem Band nachgedruckt. Diesem folgte im Oktober 2013 Die Ducks in den Alpen.
2018 erschien mit Donald Duck von Jan Gulbransson in der Egmont Comic Collection ein Sammelband mit ausgewählten Comics von Jan Gulbransson.

## Donald-Duck-Geschichten (Auswahl)
- 1982: Auf gute Nachbarschaft! (Goede buren), dt. 1995
- 1985: Der Tiger von Bengalen (En de tijger van Bengalen), dt. 1999
- 1989: Wie verhext (Hekseverhalen), dt. 2004
- 1994: Gonzo der Riesen-Ziesel (Gonzo the gopher), dt. 1999
- 1998: Alles in bester Marmelade ('n Stekelige kwestie), dt. 2002
- 2001: Anglers Pein (Fishing), dt. 2004
- 2005: Schneekoller (Nanook the huskie), dt. 2005
- 2010: Wunderbares Weihnachtsfest (The Unforgettable Christmas), dt. 2010
- 2011: Der Geist aus der Taschenlampe (Geesten en nemen), dt. 2014
- 2014: Hochzeit wider Willen (Scrooge's Wedding), dt. 2015